# Bangka-Belitung
Bangka-Belitung is een provincie bij het eiland Sumatra in Indonesië. De provincie bestaat uit twee grote eilanden, Bangka (Banka) en Belitung (Billiton) en diverse kleinere eilanden, ten noordoosten van de provincie Zuid-Sumatra. De Straat Banka scheidt de eilanden Sumatra en Banka en de Straat Gaspar scheidt op zijn beurt Bangka en Belitung. De Zuid-Chinese Zee ligt ten noorden van de eilanden, de Javazee ten zuiden ervan. De Straat Karimata loopt tussen Borneo en Belitung.
De provincie maakte tot 2000 deel uit van de provincie Zuid-Sumatra. De hoofdstad van Bangka-Belitung is Pangkal Pinang.
Bangka-Belitung is verdeeld in 6 regentschappen (kabupaten):
- Bangka
- Bangka Barat ( West-Bangka)
- Bangka Selatan (Zuid-Bangka)
- Bangka Tengah (Centraal-Bangka)
- Belitung
- Belitung Timur (Oost-Belitung)

en één stad:
- Pangkal Pinang